# Ko Phangan
Ko Phangan (in lingua thai: เกาะพะงัน, trascritto anche Koh Pha Ngan; trascrizione IPA: [kɔ̀ʔ pʰaʔŋan]) è un'isola situata nell'estremità sud-occidentale del Golfo del Siam, pochi chilometri a nord di Ko Samui. Fa parte della Provincia di Surat Thani, nel gruppo regionale della Thailandia del Sud.

## Storia
Il nome di Ko Pha Ngan deriva dal termine 'Ngan', che significa banco di sabbia nel dialetto thai meridionale, dovuto ai frequenti banchi di sabbia che si trovano al largo delle sue coste. Si presume che i primi a stanziarsi sull'isola facessero parte di comunità musulmane dei cosiddetti 'zingari del mare', tra i quali i pigmei Semang della Malaysia e proto-malesi. Al giorno d'oggi, solo una piccola minoranza della popolazione locale è musulmana.
L'isola divenne una delle località preferite di villeggiatura per alcuni regnanti della Dinastia Chakri, in particolare del re Chulalongkorn che la visitò 14 volte, come testimoniano incisioni su pietra sparse sull'isola. Dopo aver vissuto per secoli di pesca e agricoltura, la popolazione isolana ha avuto un grande incremento demografico nel XX secolo per le miniere di stagno, di cui l'isola è ricca. A partire dai primi anni settanta grande sviluppo ha avuto il turismo, diventato oggi il settore trainante dell'economia locale. Grande importanza assumono ancora la pesca e l'agricoltura, soprattutto il cocco.
Oltre che come destinazione turistica, viene visitata come ritiro spirituale: alcuni templi buddhisti offrono corsi di meditazione e acque termali. Vi è stato un grande impulso al turismo giovanile a partire dagli anni ottanta con l'istituzione del Full Moon Party (festa della luna piena), una festa notturna che si tiene fino al giorno dopo nella spiaggia orientale di Had Rin durante il plenilunio e che richiama fino a 30.000 partecipanti e famosi DJ da tutto il mondo.

## Geografia
Ko Phangan è situata a circa 55 km dalla terraferma, a 15 da Ko Samui e 35 a sud da Ko Tao, rispettivamente la prima e la terza isola più grandi dell'arcipelago Mu Ko Samui, di cui Ko Phangan fa parte. Il rilievo più alto è Khao Ra, con un'altuitudine di 630 m s.l.m.
Le impervie montagne e la fitta giungla che la ricoprono, fanno della parte centrale dell'isola un luogo difficilmente accessibile, con alcuni stanziamenti solo lungo le strade scavate nella roccia. Più della metà del territorio è stato designato parco nazionale, con oltre 80 km² di foreste e con flora e fauna diversificate.
Il porto di attracco dei traghetti è la cittadina di Thong Sala, situata sulla costa di sud-ovest, dove hanno sede anche l'amministrazione locale, l'ospedale e le maggiori scuole dell'isola. Le spiagge principali sono quelle di Ban Tai e Ban Kai a sud, Had Rin a sud-est, Tong Nai Pan a nord-est ed il villaggio di pescatori di Chalok Lam a nord. Caratteristica è la minuscola isola di Ko Ma nel nord-ovest, che si trasforma in una penisola con la bassa marea.

## Amministrazione
Nell'ottobre del 1970 è stato creato il Distretto minore (king amphoe), che comprendeva i sottodistretti (tambon) di Ko Phangan e Ban Tai, entrambi situati nell'isola. In precedenza, questi territori facevano parte del Distretto di Ko Samui. Con la soppressione dei king amphoe nel 1977, ora l'isola fa parte del Distretto di Ko Phangan.
Oggi il Distretto comprende le isole di Ko Phangan, di Ko Tao ed altri isolotti minori. L'altro distretto insulare della Provincia di Surat Thani è quello della vicina Ko Samui, situata più a sud. Il distretto di Phangan comprende i seguenti sottodistretti (tambon):
| 1. Ko Phangan 2. Ban Tai 3. Ko Tao | Mappa dei tambon |